# Villars-le-Terroir
Villars-le-Terroir är en ort och kommun i distriktet Gros-de-Vaud i kantonen Vaud, Schweiz. Kommunen har 1 297 invånare (2023).